# Aeroporto Bogashevo
Aeroporto Tomsk Bogashevo (em russo:  Аэропорт Богашёво) (IATA: TOF, ICAO: UNTT) é um aeroporto que serve a Tomsk, Rússia. Ele está localizado perto do vilarejo de Bogashevo, um dos raions da Tomsk Oblast.
O aeroporto foi inaugurado em novembro de 1967 em substituição a outro aeroporto, localizado no Kashtak, distrito da cidade de Tomsk. No antigo aeroporto de Kashtak foram construídos edifícios de apartamentos e posteriormente se transformou num subúrbio de Tomsk.

## Reconstrução
Em 2004 e 2005, o terminal de passageiros e o espaço aberto em frente ao aeroporto foram reconstruídas, a um custo de 70 milhões de rublos.[carece de fontes?]
A construção de uma nova pista de pouso e instalações de voos para a Ásia Central começaram em 2006. O orçamento da construção para o ano de 2006 totalizou 120 milhões de rublos.